# 信息简史
《信息简史》（也译为《资讯：一段历史、一个理论、一股洪流》）是美国科技史家詹姆斯·格雷克创作的著作，主题为信息时代的历史，2011年由哈珀柯林斯出版集团出版，获英国皇家学会科学图书奖和文津图书奖。